# Veerdam (Vlieland)
De Veerdam is de dam waaraan de veerboten naar Vlieland aanleggen en waarover de passagiers eenvoudig aan boord kunnen komen. Bij deze veerdam, in het dorp Oost-Vlieland horen aanlegvoorzieningen die specifiek op de veerboten zijn afgestemd.

## Geschiedenis
Tot 1957 kende Vlieland een houten aanlegsteiger waar passagiers van de veerboot aan en van boord konden gaan.
Wanneer er te sterke wind uit het zuidwesten stond, kon die steiger niet gebruikt worden en werd uitgeweken naar de haven die veel verder ten oosten van het dorp ligt. De tocht naar Harlingen was toch al niet gemakkelijk, omdat passagiers onderweg op de Vlieree moesten overstappen op het veer tussen Terschelling en Harlingen.
De veerdam met haventje werd door Rijkswaterstaat aan het Zuiderstrand, dicht bij het dorp Oost Vlieland aangelegd.
Pas in 1962 kwam er een rechtstreekse veerdienst tussen Harlingen en Vlieland en legt de boot uit Harlingen in Oost-Vlieland aan.

## Voorzieningen
Bij de veerdam staat de terminal van rederij Doeksen. Toen er ook een sneldienst tussen deze plaatsen kwam, hebben de aanlegvoorzieningen hiervoor in het haventje net ten oosten van de veerdam een plaats gekregen. Vanaf de Veerdam vertrekt de enige buslijn van Vlieland en tegenover de Veerdam is de VVV Vlieland gevestigd.

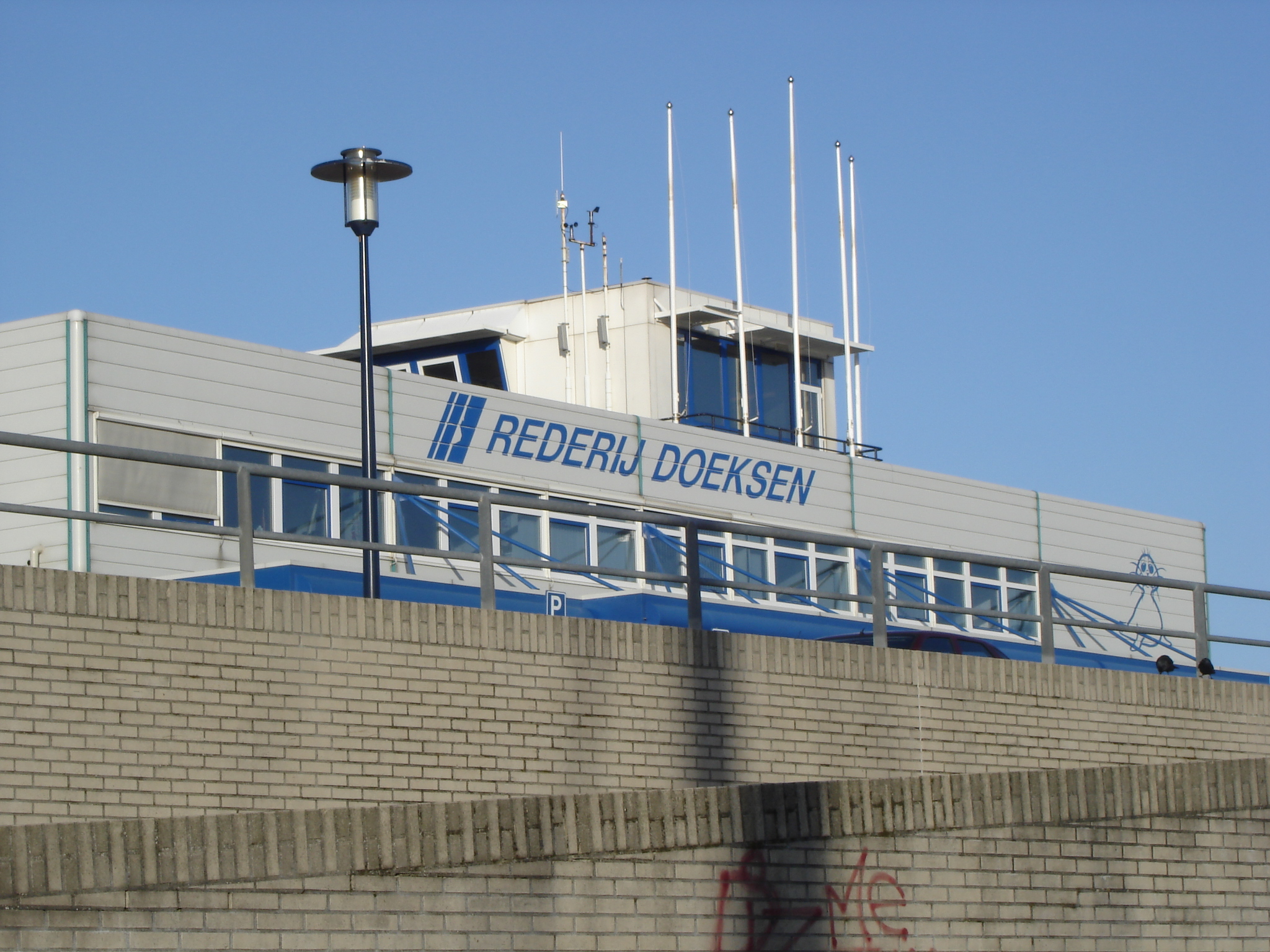
Achterzijde terminal rederij Doeksen
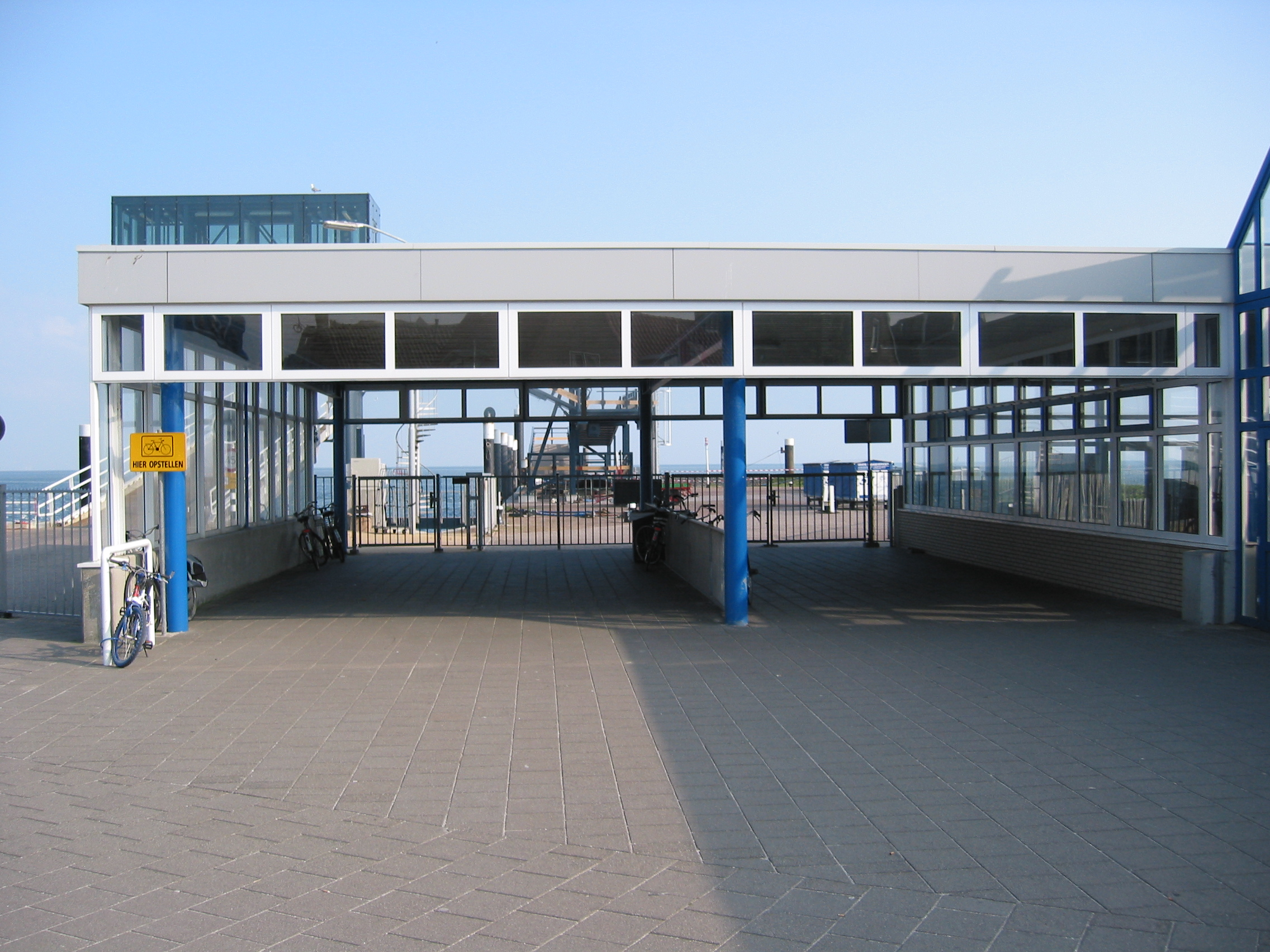
Veerbootterminal

## Reconstructie
In 2014 zijn er plannen gemaakt om de omgeving van de veerdam in 2015 te reconstrueren. Het plein tussen het dorp en de dam zou verkeersarm moeten worden door de standplaatsen voor bus en taxi naar de oostkant van de terminal. Voetgangers kunnen dan langs de westkant van de terminal naar het plein en het dorp lopen.